# Tunku Abdul Jalil
Tunku Abdul Jalil Iskandar ibni Tunku Ibrahim Ismail (Johor Bahru, 5 luglio 1990 – Johor Bahru, 5 dicembre 2015) è stato un principe malese.

## Biografia
Tunku Abdul Jalil nacque all'Istana Besar di Johor Bahru il 5 luglio 1990 ed era il quarto figlio del sultano Ibrahim Iskandar di Johor e della sua seconda moglie Raja Zarith Sofia. Ricevette la sua prima educazione presso la Sekolah Sri Utama e poi presso la Yayasan Pendidikan Johor Zaikarim International School di Johor Bahru. Conseguì una laurea in studi zoologici e della conservazione presso la Società zoologica di Londra.
Al suo ritorno da Londra, operò come volontario al Sepilok Orang Utan Rehabilitation Centre nel Sabah. Fu anche volontario presso il rettilario e il dipartimento di veterinaria dello zoo di Singapore per un anno.
Tunku Abdul Jalil era attivo anche in varie organizzazioni di beneficenza tra cui la Johor Spastic Association, la Malaysian Nature Society, la Orangutan Appeal UK e la Società della mezzaluna rossa di Malesia.
Il 22 novembre 2012 gli fu concesso il titolo di Tunku Laksamana.
Tunku Abdul Jalil venne addestrato nell'unità d'azione speciale della Polizia reale malese e ottenne il grado di ispettore nell'agosto del 2015.

## Malattia, morte e funerale
Nel dicembre del 2014 gli fu diagnosticato un cancro al fegato al quarto stadio e venne ricoverato in un ospedale di Guangzhou, in Cina.
Tunku Abdul Jalil morì nel reparto reale dell'Ospedale Sultana Aminah di Johor Bahru alle 19.11 del 5 dicembre 2015 a causa del cancro. Le esequie di Stato si tennero il giorno successivo presso la sala del trono dell'Istana Besar di Johor Bahru. Fu sepolto accanto al nonno nel mausoleo reale Mahmoodiah.

## Eredità
Gli sono dedicati la moschea Tunku Laksamana Abdul Jalil presso la sede del Johor della Polizia reale malese, la Tunku Laksamana Johor Cancer Foundation  e il  Dewan Tunku Laksamana Abdul Jalil presso il Politecnico Sultano Ibrahim di Pasir Gudang.